# 洞山良价

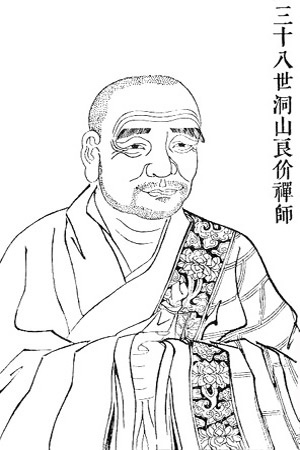

洞山良价（807年—869年，“价”念ㄐㄧㄝˋ，不是“價”的简化字），俗姓俞姓，會稽諸暨人，晚唐佛教禪宗大師，曹洞宗創始人。因為居於江西宜春洞山普利院，人稱洞山大師。有《寶鏡三昧歌》、《玄中銘》、《洞山語錄》傳世。

## 生平
依止五洩山靈默禪師出家，曾經從學於南泉普願，溈山靈祐，後為雲巖曇晟弟子，藥山惟儼法孫。於江西洞山傳授禪法，圓寂於唐咸通十年，享壽六十有三，僧臘四十二。諡號悟本大師。卒塔婆曰慧覺，又稱慧覺大師。
洞山禪師修道有成，時常遇到土地神顯靈欲向他禮拜，洞山不願意，所以常常禪定進入三昧，不讓土地神探知其行蹤，有一日看到僧人拋灑米、麥，心裏動念曰：「這都是檀越的布施，怎麼可以這樣作踐？」土地神即刻顯靈，向他禮拜，大眾驚訝。

## 法嗣

### 師承
- 雲巖曇晟

### 弟子
弟子有曹山本寂、雲居道膺、龍牙居遁、華嚴休靜、青林師虔等二十六位高僧。  本寂於曹山說法，原本應稱為洞曹宗，後人因讀音不順，改稱為曹洞宗。
- 曹山本寂
- 雲居道膺
- 龍牙居遁
- 青林師虔

## 外部連結
- 洞山良价禅师 （页面存档备份，存于）